# Zlatopillea, Bobrîneț
Zlatopillea (în ucraineană Златопілля) este localitatea de reședință a comunei Sverdlove din raionul Bobrîneț, regiunea Kirovohrad, Ucraina.

## Demografie
Componența lingvistică a localității Zlatopillea
     Ucraineană (95,86%)
     Rusă (2,28%)
     Alte limbi (0,86%)
Conform recensământului din 2001, majoritatea populației localității Zlatopillea era vorbitoare de ucraineană (95,86%), existând în minoritate și vorbitori de rusă (2,28%).